# Acid jazz
Acid jazz glazbeni je žanr orijentiran na groove stil koji kombinira elemente jazza, funka i hip hopa i ima naglasak na jazz dance. Izraz Acid jazz prvi puta se spominje krajem osamdesetih kao naziv britanske kompilacijske serije jazz funka i rare groovea te kao ime američke diskografske kuće.
Acid jazz (kao i svi njegovi srodnici) imao je čvrsto uporište u klupskoj sceni te u izdavačkim kućama Talkin' Loud Records i Acid Jazz Records za koje su objavljivali londonski sastav Galliano, britansko-američki sastav Young Disciples, zatim Brand New Heavies, Jamiroquai, Corduroy, James Taylor Quartet i mnogi drugi.

## Razvoj stila
Razvio se u Velikoj Britaniji tijekom 1980-ih i 1990-ih godina miješanjem jazz baštine (posebno cool jazza s elementima elektroničke plesne glazbe). Kao začetnici žanra često se spominju jazz funk glazbenici poput Roya Ayersa, Donalda Byrda i Granta Greena. Acid jazz također je imao manji utjecaj na soul, house, acid rock i disco.
Zanimanje je najprije pobudila londonska klupska scena, gdje su tamošnji DJ-i puštali rijetke jazz funk kompozicije sedamdesetih godina. Francuski DJ glazbenik Gilles Peterson jedan je od prvih koji se poistovjećuje s acid jazzom. Krajem osmadesetih zajedno s britanskim DJ-om Eddiem Pillerom osniva izdavačku kuću Acid Jazz Records. Kasnije se osamostalio te osnovao vlastitu pod nazivom Talkin' Loud. Među poznatije britanske acid jazz sastave tijekom 1990-ih ubrajaju se Brand New Heavies, Incognito, James Taylor Quartet, Jamiroquai (također i kao funk i disco), Us3 (kao jazz rap) i mnogi drugi manje komercijalni sastavi. Prema knjizi The Techno Primer album britanske skupine Young Disciples Road to Freedom iz 1993. godine, imao je vrlo jaki utjecaj na žanr i ostale sastave tog pravca.

## Popularnost
Acid jazz na glazbenoj sceni počeo je dominirati 1990. godine kada je sastav The Brand New Heavies objavio svoj istoimeni prvijenac na etiketi izdavačke kuće Acid Jazz Records. Sastav je bio nadahnut Jamesom Brownom i američkim funk sastavom The Meters, čije su se ploče vrlo često slušale na groove sceni. Nakon njihove pojave i sastava kao što su Galliano te nekoliko manjih britanskih acid jazz skupina, diskografske kuće počele su s masovnim objavljivanjem kompilacija, što je dovelo do određene zbunjenosti jer se nije moglo znati koji je to stil i tko ga izvodi. Tome je još više pridonijelo kada se u ranim devedesetima diljem Sjedinjenih Država počelo pojavljivati sve više neovisnih acid jazz zajednica. Izraz se već tada počeo primjenjivati na bilo što od komercijalnog soul funka što ga je izvodio Jamiroquai do James Taylor Quarteta i njihove skladbe "Starsky And Hutch Theme" ili do hip hop poezije američkog sastava Groove Collective. Veliku popularnost žanru donio je britanski kantautor Jason Kaya sa svojom skupinom Jamiroquai.  Sastav je svojim fuzijama house ritmova i soul/funka iz vremena sedamdesetih došao na vrhove top ljestvica širom svijeta. Britanski časopis Q u jednom svom izdanju piše kako je acid jazz bio najvažnija jazz forma koja je proizašla iz britanske glazbene scene.
Tijekom devedesetih jazz glazbenici poput Courtneya Pinea, Pharoaha Sandersa te Amerikanca Pata Methenyja, nastavljaju svojim izvedbama popularizirati žanr. Pine i Sanders u Velikoj britaniji objavljuju kompilacviju pod nazivom Rebirth Of The Cool (po albumu Milesa Davisa, Birth Of Thje Cool), dok je skupina Pata Methenyja vrlo uspješno koristila hip hop grooves na svom albumu We Live Here, iz 1995. godine.

## Pomak iz mainstrema
Od devedesetih preko plesnih podija klupske house glazbe, acid jazz se pomaknuo iz glavne struje te se počeo razvijati u nu jazz (nu fuziju ili future jazz). Kombinacijom udaraljki, akustično-električnim klavijaturama i programiranim ritmom te prožetim hip hop/drum'n' bass ponavljanjem house glazbe i živim jazzom stvorio se ozbiljan jazz ugođaj kojeg je komercijalno iskoristio francuski glazbenik St. Germain. Američki pijanist Herbie Hancock također je imao veliki utjecaj u ovom stilu sa svojim albumom Future2Future iz 2001. godine. Glavne etikete nu jazza su njemačka izdavačka kuća Compost i britanska West London Collective.